# Клим Лисюк
Клим Лисюк — український музикант, учасник гурту The Hardkiss.
Клим Лисюк є випускником Ковельської школи мистецтв, місто Ковель. Навчався в Харківському музичному училищі ім. Лятошинського.
З 2016 року є бас-гітаристом гурту The Hardkiss.